# Manggissari
Manggissari is een bestuurslaag in het regentschap Jembrana van de provincie Bali, Indonesië. Manggissari telt 1716 inwoners (volkstelling 2010).